# Sririta Jensen
Pour les articles homonymes, voir Jensen.
Sririta "Rita" Jensen ou Sririta Janzen (Thai: ศรีริต้า เจนเซ่น), née le 27 octobre 1981 en Indonésie, est un mannequin femme et une actrice thaïlandaise.

## Filmographie
- 2002 : 999-9999 (ต่อ ติด ตาย)
- 2004 : Xtreme Limit (พันธุ์ X เด็กสุดขั้ว / Pun X Dek Sud Khua)